# Cherwell District
Cherwell ist ein District in der Grafschaft Oxfordshire in England. Er ist nach dem Fluss Cherwell benannt, der bei Oxford in die Themse mündet. Verwaltungssitz ist Banbury; weitere bedeutende Orte sind Bicester, Bodicote, Cropredy, Drayton, Hook Norton und Kidlington.

## Geschichte
Der Bezirk wurde am 1. April 1974 gebildet und entstand aus der Fusion des Municipal Borough Banbury, des Urban District Bicester sowie der Rural Districts Banbury und Ploughley.

## Gliederung
Der Bezirk gliedert sich in 78 Gemeinden (Civil Parish):
| - Adderbury - Ambrosden - Ardley - Arncott - Banbury - Barford St. John and St. Michael - Begbroke - Bicester - Blackthorn - Bletchingdon - Bloxham - Bodicote - Bourton - Broughton - Bucknell - Caversfield - Charlton-on-Otmoor - Chesterton - Claydon with Clattercot - Cottisford - Cropredy - Deddington - Drayton - Duns Tew - Epwell - Fencott and Murcott | - Finmere - Fringford - Fritwell - Godington - Gosford and Water Eaton - Hampton Gay and Poyle - Hanwell - Hardwick with Tusmore - Hethe - Hook Norton - Horley - Hornton - Horton-cum-Studley - Islip - Kidlington - Kirtlington - Launton - Lower Heyford - Merton - Middle Aston - Middleton Stoney - Milcombe - Milton - Mixbury - Mollington - Newton Purcell with Shelswell | - Noke - North Aston - North Newington - Oddington - Piddington - Prescote - Shenington with Alkerton - Shipton-on-Cherwell and Thrupp - Shutford - Sibford Ferris - Sibford Gower - Somerton - Souldern - South Newington - Steeple Aston - Stoke Lyne - Stratton Audley - Swalcliffe - Tadmarton - Upper Heyford - Wardington - Wendlebury - Weston-on-the-Green - Wigginton - Wroxton - Yarnton |

Von diesen haben 66 einen eigenen Gemeinderat (Parish Council), in den übrigen 12 finden stattdessen  Einwohnerversammlungen statt. Banbury und Bicester sind Kleinstädte (Town), dementsprechend heißt der Rat dort Town Council.